# Torres de guaita de Priego de Còrdova
Les torres de guaita o talaies de Priego de Còrdova són un conjunt de torres medievals situades en el terme municipal de Priego de Còrdova, Espanya, que van ser construïdes entre 1332 i 1341 pels nassarites, entre la conquesta cristiana de Ferran III el Sant el 1225 i la definitiva d'Alfons XI el Justicier el 1341. En cas que la datació fos precisa, la seva construcció s'hauria realitzat majorment durant el regnat del sultà Yusuf I de Granada.

## Objectiu
La seva finalitat era protegir la vila de Priego de Còrdova, que es trobava al límit entre la Corona de Castella i el Regne nassarita de Granada. Mantenien contacte visual entre elles i amb el castell de Priego per a donar l'avís d'alarma en cas d'atac amb senyals de foc i fum, de fet, van continuar utilitzant-se pels castellans fins a la finalització de la Guerra de Granada. En alguns casos també van ser utilitzades durant la Guerra civil espanyola com a llocs de vigilància.
Les seves característiques són molt similars, amb una estructura cilíndrica i realitzades en paredat, a més d'estar massissades cap a la meitat de la seva altura i la resta de la mateixa buida al costat d'una terrassa. Així mateix, solien tenir una petita obertura cap a la part buida a la qual s'hi accedia per mitjà d'una escala. Totes aquestes torres són considerades Bé d'Interès Cultural en la categoria de Monument.
Malgrat que la majoria de les torres de guaita es troben en terrenys privats, després de l'ensulsiada parcial de la torre del Espartal el 2016, l'Ajuntament de Priego va prendre cartes en l'assumpte i va signar una cessió d'ús d'aquesta torre al novembre de 2020, a l'espera de continuar amb el mateix procediment en les restants.

## Llista de talaies
La següent llista de les torres guaites està ordenada en funció de l'altura conservada actualment.
|                                        | Altura actual     | Diàmetre    | Altitud    | Característiques                                                   | Referències  |
| -------------------------------------- | ----------------- | ----------- | ---------- | ------------------------------------------------------------------ | ------------ |
| Torre del Morchón                      | 12 metres         | 7,40 metres | 514 metres | Massissa fins als 5-6 metres, després buida.                       | [ 4 ]        |
| Torre de Jaula o Uclés                 | 10 metres         |             | 650 metres | Massissa fins als 5-6 metres, després buida.                       | [ 5 ]        |
| Torre Alta                             | 10 metres         | 6,5 metres  | 659 metres | Massissa fins als 5-6 metres, després buida.                       | [ 6 ] [ 7 ]  |
| Torre Bajera                           | 10 metres         | 4,5 metres  | 520 metres | Massissa fins als 4-5 metres, després buida.                       | [ 8 ]        |
| Torre del Espartal                     | 7 metres          | 5,3 metres  | 760 metres | Massissa fins als 4-5 metres, després buida. Semiderruida en 2016. | [ 9 ] [ 10 ] |
| Torre de Fuente Alhama                 | 4,5 metres        | 4 metres    | 650 metres | Macizada íntegrament.                                              | [ 11 ]       |
| Torre Pata de Mahoma                   | 2,7 metres        | 4,1 metres  | 836 metres | Queden poques restes.                                              | [ 12 ]       |
| Torre del Esparragal                   | 2 metres          | 3,5 metres  | 640 metres | Queden poques restes.                                              | [ 13 ]       |
| Torre de la Sierrecilla de la Trinitat | 1,90 metres       | 4,40 metres | 944 metres | A penes queden els fonaments.                                      | [ 14 ]       |
| Torre del Calvario Viejo               | 1,60 metres       | 5,65 metres | 900 metres | A penes queden els fonaments.                                      | [ 15 ]       |
| Torre de la Cabra                      | 1,60 metres       | 4,15 metres | 819 metres | A penes queden els fonaments.                                      | [ 16 ]       |
| Torre Media                            | Carreus dispersos | 5,7 metres  | 596 metres | A penes queden els fonaments.                                      | [ 17 ]       |

## Torre de Barques
La torre de Barques, també Bé d'Interès Cultural, no s'ha inclòs en la llista anterior pel fet que no presenta les mateixes característiques que la resta de talaies. Segons alguns historiadors, va ser construïda durant el segle xv, ja en època castellana, alberga una estructura quadrada i va formar part d'un complex més gran, per la qual cosa a vegades també se la denomina castillo de Barcas. Es troba a 490 metres d'altitud, té una altura de 16 metres, amb carreus de pedra calcària, obertures en cadascuna de les cares a mitjana altura, i es conserva un escut a la porta d'accés de la Casa d'Aguilar. El castell estava mantingut per uns trenta veïns i, a diferència de les talaies restants, estava preparada per a l'atac.